# 陳永德
陳永德（1965年8月14日—），中華民國政治人物，中國國民黨黨員。中國文化大學法律系畢業。曾任中國國民黨臺北市議會黨團副書記長、中國國民黨臺北市議會黨團書記長、臺北市議會第7－13屆議員，現任臺北市政府民政局局長。

## 外部連結
- 陳永德的Facebook專頁